# Kiloaño
Kiloaño es un múltiplo de tiempo anual que deriva de kiloannum y que significa "mil años".
- Su abreviatura es ka. La "k" es el prefijo de la unidad de kilo- o mil con el sufijo "a" una abreviatura de "año".

En su notación simbólica se utilizan ambas letras en minúscula. 
- Se emplea sobre todo por especialistas en la geología, paleontología,[3][4] arqueología y astronomía, para la unidad de 1000 años.

Moderno ISO 31-1 de uso recomendado es ka para kiloannum.